# ۵٬۴٬۲-تری‌کلروفنوکسی‌استیک اسید
۵٬۴٬۲-تری‌کلروفنوکسی‌استیک اسید (به انگلیسی: 2,4,5-Trichlorophenoxyacetic acid) یک ترکیب شیمیایی است؛ که جرم مولی آن ۲۵۵٫۴۸ g/mol می‌باشد. شکل ظاهری این ترکیب، بلورهای جامد زرد و سفید است.